# Pont del Riu (Balsareny)
El pont del Riu o pont de Balsareny és un pont sobre el riu Llobregat del municipi de Balsareny (Bages) inclòs en l'Inventari del Patrimoni Arquitectònic de Catalunya. En un dels extrems hi té la capella de sant Roc.

## Descripció
És un pont de cinc ulls, els centrals més amples que els laterals. Els ulls estan ben adovellats. Té canaleres de pedra que desguassen l'aigua de la part superior. Els tres arcs centrals tenen un tallamar a la banda del corrent que li donen més solidesa.
La barana actual és metàl·lica, instal·lada quan entre 1893 i 1895 la Diputació de Barcelona va eixamplar el pont per fer-hi passar la carretera entre Balsareny i Avinyó.

## Història
El pont va ser aixecat per Roc García de la Enzina, nascut l'any 1737 a Vega de Valdetronco (Valladolid) i rector de Balsareny des del 1775. Va dirigir diverses obres a Balsareny així com la millora de la rectoria. L'obra més important fou el pont sobre el Llobregat que s'inicià l'any 1779 i després d'alguna interrupció s'acabà l'any 1797. La tradició diu que va ser el rector Roc García qui va dirigir l'obra. Aquest pont facilitava la comunicació dels pobles d'Osona i el Lluçanès amb la zona del pla de Bages, camí molt utilitzat pel comerç de la sal de Cardona. L'obra fou costejada pel rector i els parroquians i costà 20.500 lliures de moneda barcelonesa.

## Capella de Sant Roc
La Capella de Sant Roc és una construcció feta en pedra ben tallada, que a la part central alberga una petita fornícula amb la verge dels Dolors, Sant Joan Baptista i Sant Roc. Les figures han estat restituïdes moltes vegades, essent les actuals d'una factura molt recent. La inscripció de la part inferior de la capella és parcialment esborrada. El conjunt és coronat per una cornisa de pedra i una coberta de morter coronada per una creu.
Situada a una banda del pont del riu, és una de les capelletes més conegudes de Balsareny. Fou construïda per mossèn Roc Garcia després d'acabar les obres del Pont del Riu. Passat el pont hi havia hagut un altre pedró amb la imatge de la Puríssima, del qual avui no en queden rastres. La dècima que s'hi va esculpir, avui força deteriorada, deia: Virgen Dolorosa, el puente / por Vos, sin mal concluido, / guardad, pues el pueblo unido / lo pide devotamente. / Vos, Bautista penitente, / y vos, mi patrón San Roque, / haced que no se derroque, / ni esta capilla, si os place, / que el Rector Garcia os hace / para que el pueblo os invoque.